# Palestina nos Jogos Olímpicos de Verão de 2012
Palestina enviou uma equipe de cinco atletas para competir nos Jogos Olímpicos de Verão de 2012, em Londres, na Grã-Bretanha.

## Desempenho

### Atletismo(2 atletas)
Masculino
| Atleta         | Evento | Preliminares | Preliminares | Quartas | Quartas | Semifinais  | Semifinais  | Final       | Final       |
| Atleta         | Evento | Marca        | Posição      | Marca   | Posição | Marca       | Posição     | Marca       | Posição     |
| -------------- | ------ | ------------ | ------------ | ------- | ------- | ----------- | ----------- | ----------- | ----------- |
| Bahaa Al Farra | 400 m  | 49s93        | 46º          |         |         | Não avançou | Não avançou | Não avançou | Não avançou |

Feminino
| Atleta         | Evento | Preliminares | Preliminares | Quartas | Quartas | Semifinais  | Semifinais  | Final       | Final       |
| Atleta         | Evento | Marca        | Posição      | Marca   | Posição | Marca       | Posição     | Marca       | Posição     |
| -------------- | ------ | ------------ | ------------ | ------- | ------- | ----------- | ----------- | ----------- | ----------- |
| Woroud Sawalha | 800 m  | 2m29s16      | 38º          |         |         | Não avançou | Não avançou | Não avançou | Não avançou |

### Judô(1 atleta)
Masculino
| Atleta           | Evento | Primeira fase               | Oitavas                | Quartas                | Semifinal              | Repescagem             | Repescagem             | Repescagem             | Final                  |
| Atleta           | Evento | Primeira fase               | Oitavas                | Quartas                | Semifinal              | 1ª fase                | Quartas                | Semifinal              | Final                  |
| Atleta           | Evento | Adversário e resultado      | Adversário e resultado | Adversário e resultado | Adversário e resultado | Adversário e resultado | Adversário e resultado | Adversário e resultado | Adversário e resultado |
| ---------------- | ------ | --------------------------- | ---------------------- | ---------------------- | ---------------------- | ---------------------- | ---------------------- | ---------------------- | ---------------------- |
| Maher Abu Rmilah | -73 kg | BEL van Tichelt D 0000–0100 | Não avançou            | Não avançou            | Não avançou            | Não avançou            | Não avançou            | Não avançou            | Não avançou            |

### Natação(2 atletas)
Masculino
| Atleta       | Prova       | Elimatórias | Elimatórias | Semifinal   | Semifinal   | Final       | Final       |
| Atleta       | Prova       | Tempo       | Pos.        | Tempo       | Pos.        | Tempo       | Pos.        |
| ------------ | ----------- | ----------- | ----------- | ----------- | ----------- | ----------- | ----------- |
| Ahmed Gebrel | 400 m livre | 4m08s51     | 27º         | Não avançou | Não avançou | Não avançou | Não avançou |

Feminino
| Atleta         | Prova      | Elimatórias | Elimatórias | Semifinal   | Semifinal   | Final       | Final       |
| Atleta         | Prova      | Tempo       | Pos.        | Tempo       | Pos.        | Tempo       | Pos.        |
| -------------- | ---------- | ----------- | ----------- | ----------- | ----------- | ----------- | ----------- |
| Sabine Hazboun | 50 m livre | 28s28       | 51º         | Não avançou | Não avançou | Não avançou | Não avançou |